# Parc Nacional Orhei
El Parc Nacional Orhei es va establir en una superfície de 33.792,09 hectàrees, incloent-hi 18 pobles de 4 districtes: Orhei, Straseni, Calarasi i Criuleni. El projecte de decisió sobre l'establiment del primer parc d'aquest tipus a la República de Moldàvia es va aprovar el 12 de juliol de 2013, el procediment del qual es va iniciar el 2008. La creació del parc va comptar amb el suport del PNUD i el Global Environment Facility. El 2012 es va inaugurar la primera ruta d'ecoturisme que uneix la Casa-Museu “Alexandru Donici” i el monestir de Curchi.
El Parc Nacional d'Orhei es beneficia d'un règim especial per a la protecció i conservació d'espècies, elements i formacions de plantes i animals salvatges amb especial valor ecològic, científic, recreatiu i cultural, ubicat en aquesta zona. Els nuclis principals del parc són la reserva cultural-natural “Orheiul Vechi”, la reserva paisatgística de Trebujeni, el segment del bosc de Curchi amb el monestir homònim i també la reserva paisatgística i monestir de Țigănești.
Els objectius de la creació del parc nacional són:
- Garantir la conservació de la biodiversitat
- Mantenir i millorar la qualitat dels serveis ecosistèmics
- Mantenir la diversitat genètica de les plantes
- Foment de l'agricultura ecològica
- Restauració de boscos, pastures i prats
- Conservació dels recursos hídrics i aqüífers,
- Augmentar les activitats recreatives i aprofitar el potencial turístic.